# Vrhovac
Vrhovac – wieś w Chorwacji, w żupanii karlowackiej, w mieście Ozalj. W 2011 roku liczyła 354 mieszkańców.